# Kassie DePaiva

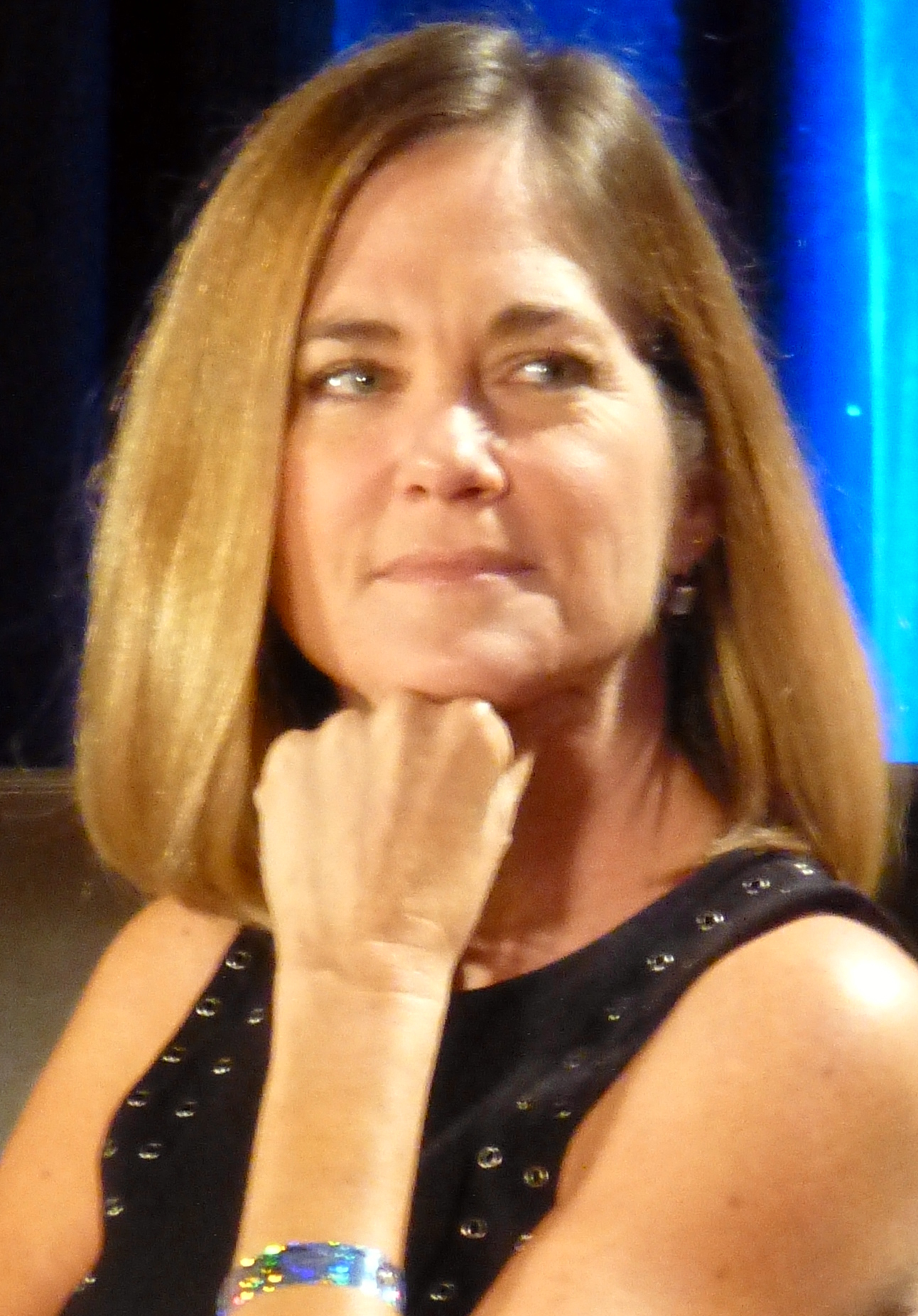
Kassie DePaiva (2015)

Kassie DePaiva, auch bekannt als Kassie Wesley (* 21. März 1961 in Morganfield, Kentucky; geborene Katherine Virginia Wesley) ist eine US-amerikanische Schauspielerin und Sängerin.

## Leben
Die Schauspielerin gab 1986 in der US-Seifenoper Springfield Story ihr Debüt. Dort spielte sie die Rolle der Chelsea Reardon bis 1991. 1987 spielte sie die Rolle der Bobby Joe in Tanz der Teufel II – Jetzt wird noch mehr getanzt. Seit 1994 spielt sie bei One Life to Live die Blair Cramer. Nebenbei trat Kassie DePaiva in Serien wie Melrose Place, Time Trax oder Baywatch – Die Rettungsschwimmer von Malibu auf.
Die Künstlerin wurde 2005 für einen Emmy und 1998, 2001, 2003, 2005 für den Soap Opera Digest Award nominiert.
Kassie DePaiva war von 1988 bis 1995 mit dem Produzenten Richard C. Hankins verheiratet. Seit 1996 ist sie die Ehefrau des Schauspielers James DePaiva. Das Paar hat einen Sohn, Quentin. Neben ihrer Schauspieltätigkeit ist sie eine erfolgreiche Sängerin.

## Filmografie
- 1986–1991: Springfield Story (Fernsehserie)
- 1987: Tanz der Teufel II – Jetzt wird noch mehr getanzt (Evil Dead II – Dead by Dawn)
- 1993: Time Trax – Zurück in die Zukunft (Time Trax, Fernsehserie, eine Folge)
- 1993: The Pro Shop (Fernsehserie)
- 1993–2013: Liebe, Lüge, Leidenschaft (One Life to Live, Fernsehserie)
- 1994: Melrose Place (Fernsehserie, eine Folge)
- 1994: Baywatch – Die Rettungsschwimmer von Malibu (Baywatch, Fernsehserie, eine Folge)
- 2005: Exit (Kurzfilm)
- 2006: Undone
- 2012: General Hospital (Fernsehserie, 2 Folgen)
- 2013: We Are What We Are
- 2014–2016: Zeit der Sehnsucht (Fernsehserie)
- 2016: Castle (Fernsehserie, eine Folge)
- 2020: Killian & the Comeback Kids